# Незіхе Мухіддін Тепеденленгіл
Незіхе Мухіддін Тепеденленгіл (тур. Nezihe Muhiddin Tepedelengil; 1889, Стамбул, Османська імперія — 10 лютого 1958, Стамбул, Туреччина) — османська і турецька феміністка, активістка руху за права жінок, журналістка, письменниця і політична діячка. Вважається однією із засновниць турецького феміністського руху.

## Життєпис
Народилася Незіхе 1889 року в передмісті Стамбула Канділлі в сім'ї прокурора і судді з кримінальних справах Мухіддін-бея і Зехри Ханум. Спочатку відвідувала початкову школу, а потім уроки приватного репетитора де вивчала фарсі, французьку, німецьку та арабську мови. В цей час на світогляд дівчини вплинула турецька феміністка, педагог і політична діячка Накіє Ельгюн.
Від 1909 року Незіхе працювала вчителькою. 1913 року вона створила і була секретарем Асоціації захисту турецьких жінок.
Активно виступала за скасування полігамії і надання виборчих прав жінкам.
Була в числі делегатів на першому засіданні Великих національних зборів 23 квітня 1920 року.

### Народна жіноча партія
1923 році Незіхе Мухіддін спробувала створити на основі Асоціації захисту турецьких жінок Народну жіночу партію. Вона могла б стати першою партією Турецької республіки, але створенню партії завадив Виборчий закон від 1909 року, що забороняв жінкам займатися політичною діяльністю. Через відсутність законодавчої бази і лобі ісламістів партію так офіційно і не зареєстрували.

### Союз турецьких жінок
Оскільки партію не зареєстрували, Незіхе Мухіддін переформувала створену структуру на громадську організацію — Союз турецьких жінок.
Від 1924 року випускала журнал «Шлях турецької жінки» (тур. Türk Kadın Yolu), а також друкувала статті в газеті «Розумний» (тур. Zekiye).
1925 році вона намагалася домогтися надання жінкам права обиратися депутатом Великих національних зборів Туреччини.
Союз турецьких жінок проіснував до 1927 року. 1927 року на з'їзді союзу опозиція виступила проти Незіхе. Представниці опозиційної групи написали на неї заяву в поліцію і звинуватили в корупції і шахрайстві, після чого в центральному офісі організації провели обшук. Тільки завдяки амністії 1929 року Незіхе уникнула тюремного ув'язнення. Після того, як її репутації було завдано удару, вона відійшла від політики і займалася в наступні роки видавничою діяльністю.
Померла Незіхе Мухіддін Тепеденленгіл 10 лютого 1958 року в психіатричній клініці району Шишлі в Стамбулі. Її син Малік зник безвісти.